# Pepperl+Fuchs
Pepperl+Fuchs ist ein deutsches Unternehmen mit Sitz in Mannheim. Das Unternehmen stellt elektronische Bausteine und Sensoren für die Fabrik- und Prozessautomatisierung her, dazu zählen zum Beispiel Komponenten für Chemieanlagen und Bohrinseln oder Bauteile für die Automobilindustrie und den Maschinen- und Anlagenbau. Die Pepperl+Fuchs Gruppe wies im Jahr 2022 erstmals einen Umsatz von über 1 Milliarde Euro aus. Gunther Kegel, Vorstandsvorsitzender von Pepperl+Fuchs, ist gleichzeitig Präsident des ZVEI und des VDE.

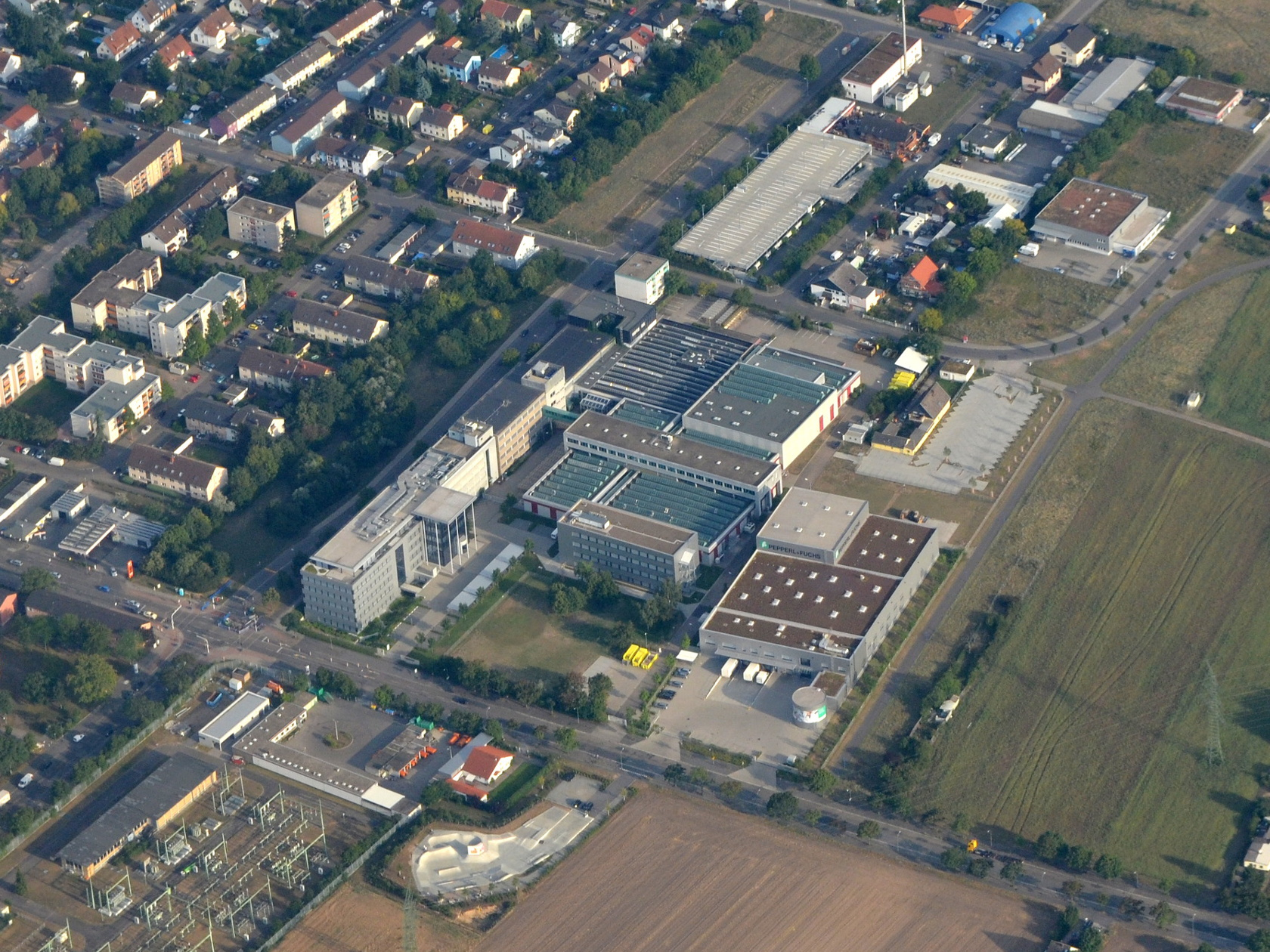
Luftbild des Unternehmens Pepperl+Fuchs in Mannheim

## Geschichte
Gegründet wurde das Unternehmen 1945 von Walter Pepperl und Ludwig Fuchs in Mannheim. Zunächst betrieb man eine Werkstatt zur Reparatur von Rundfunkgeräten, begann nach eigener Aussage aber parallel mit der Herstellung von Transformatoren. 1958 entwickelte Pepperl+Fuchs den ersten induktiven Näherungsschalter, welcher die Position von Gegenständen elektronisch messen kann und beispielsweise in Verpackungs- und Abfüllanlagen benötigt wird. Maßgeblich für die Verbreitung des Produkts war die Tatsache, dass dieses im Unterschied zu mechanischen Schaltern verschleißfrei funktioniert. Die Nachfrage nach dem Näherungsschalter führte dazu, dass sich das Unternehmen in der Folgezeit auf elektronische Bausteine und Sensoren spezialisierte. Ab den 1970er Jahren wurden für Produktion und Vertrieb Niederlassungen im Ausland eingerichtet, darunter in China, Indien, Indonesien, Italien, Singapur und Ungarn sowie den Vereinigten Staaten. Zuvor war Pepperl+Fuchs von einer offenen Handelsgesellschaft in eine GmbH & Co. KG umgewandelt worden.
Im Dezember 1987 schieden die beiden Gründer Walter Pepperl und Ludwig Fuchs aus der Geschäftsführung von Pepperl+Fuchs aus, seitdem wurde als Rechtsform die Gesellschaft mit beschränkter Haftung geführt. Nachdem Pepperl+Fuchs zunächst in Mannheim-Sandhofen ansässig war, befindet sich der Hauptsitz seit 1971 in Schönau. In Deutschland ist Pepperl+Fuchs zum Beispiel auch in Neuhausen ob Eck präsent, wo sämtliche Drehgeber des Unternehmens entworfen und hergestellt werden. Im asiatischen Raum wird unter anderem in Vietnam produziert. Beginnend im Jahr 2000 tätigte Pepperl+Fuchs mehrere Übernahmen, was für einen Anstieg des Umsatzes auf über 500 Millionen DM sorgte. Zu den erworbenen Firmen gehörten unter anderem Visolux aus Berlin und Elcon aus Mailand sowie die Näherungsschalter und Lichtschranken von Honeywell International. Größere Bekanntheit wurde dem Unternehmen zuletzt 2010 im Zuge der Übernahme des Geschäfts mit Näherungsschaltern von Siemens zuteil. Mit dieser Akquisition erweiterte man das Geschäft insbesondere im Bereich der Ultraschall-Sensorik. Außerdem ist Pepperl+Fuchs neben der Technischen Universität Kaiserslautern und anderen Partnern an der sogenannten Smart Factory beteiligt.
Im Januar 2017 übernahm Pepperl+Fuchs die ecom instruments GmbH aus Assamstadt, den Technologieführer für mobile explosionsgeschützte Geräte. Zum 1. Februar 2019 hat Pepperl+Fuchs alle Gesellschafteranteile der Polyplan GmbH in Strasslach übernommen. Im Juli 2019 wandelte sich die Pepperl+Fuchs GmbH in die Pepperl+Fuchs AG um. Dieser Schritt sei laut Vorstand eine notwendige Vorstufe, um im Jahr 2020, wie geplant, in die Pepperl+Fuchs SE umfirmieren zu können. Im Juli 2020 erfolgte anschließend die planmäßige Umwandlung in eine Europäische Aktiengesellschaft (SE).

## Produkte
Pepperl+Fuchs stellt unter anderem berührungslos wirkende Sensoren, Drehgeber, Zähler, Schaltwerke und Umformer her. Dazu kommen Feldbuskomponenten und Feldbussysteme, Datenlichtschranken, Identifikationssysteme und Sicherheitsbarrieren sowie Produkte für die Bildverarbeitung. Das Unternehmen selbst gliedert sein Portfolio in industrielle Sensoren und Prozess-Interfaces für die Fabrik- und Prozessautomatisierung. Pepperl+Fuchs ist außerdem Anbieter von Systemlösungen für die Prozessautomation in explosionsgefährdeten Bereichen, die in den sogenannten Solution Engineering Centern unter anderem in Bühl entwickelt werden. Durch die Übernahme der ECOM Instruments GmbH wurden explosionsgeschützte Produkte aus den Sparten Mobile Computing, Kommunikation, Mess- und Kalibriertechnik sowie Handlampen mit ins Portfolio aufgenommen.
Neben dem europäischen Lager in Mannheim unterhält das Unternehmen jeweils ein weiteres Logistikzentrum in Amerika und Asien. Des Weiteren wurde ein Global Distribution Center in Singapur errichtet.

## Würdigung
Auf der Kurpfälzer Meile der Innovationen vor dem Mannheimer Schloss erinnert seit dem 17. Juli 2018 eine Bronzeplatte an die bahnbrechende Erfindung des induktiven Näherungsschalters durch Pepperl+Fuchs im Jahre 1958.